# Höfli

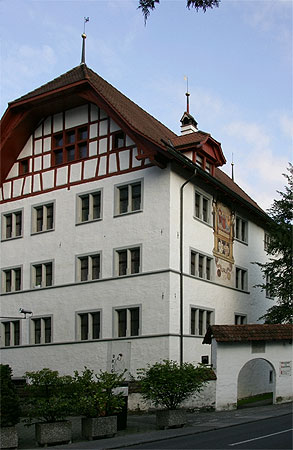
Das Höfli in Stans

Das Höfli, auch Rosenburg genannt, ist ein Herrensitz in Stans, dessen Ursprung im 12. Jahrhundert liegt. Das Gebäude gehört mit dem Rathaus und dem Winkelriedhaus zu den bedeutendsten Profanbauten des Kantons Nidwalden.

## Geschichte
Die Geschichte des Gebäudes geht zurück auf einen Wohnturm der adeligen Meier der Benediktiner-Abtei Murbach im Ende des 12. Jahrhunderts. Die Meyer von Stans amteten hier als weltliche Vertreter des Gotteshauses und nahmen die fälligen Zehnten von den klösterlichen Lehensleuten in Stans und Umgebung ein. 
In der Renaissance war das Gebäude die glanzvolle Heimstätte des verschwenderischen Landammanns Johannes Waser, später barocker Mittelpunkt der Gesellschaft um den prachtliebenden Landammann Nikolaus Keyser. Im 20. Jahrhundert wurde aus dem Gebäude ein bürgerlicher «Wohnblock». Die Renaissance-Stube mit dem reichen Buffet und dem bemalten Kachelofen befindet sich heute im Schweizerischen Landesmuseum in Zürich.
1969 wurde die Höfli-Stiftung gegründet, die seitdem die Eigentümerin des Gebäudes ist.
Zwischen 1977 und 1982 erfolgte eine umfangreiche Restaurierung des Gebäudes. Bis 2014 wurde es vom Nidwaldner Museum genutzt, unter anderem zeigte die Ausstellung dort die Geschichte des Hauses, das Stanser Dorfbild und die Folgen des Brandes von 1713, die Entstehung des Staates Nidwalden, den «Überfall der Franzosen» von 1798 sowie die Geschichte der Stanser in fremden Kriegsdiensten. Im November 2014 nahm das Literaturhaus Zentralschweiz (lit.z) seinen Betrieb im Höfli auf.
Im Erdgeschoss des Hauses befindet sich das Restaurant «Rosenburg», das für seine Küche mit 15 Gault-Millau-Punkten ausgezeichnet wurde. Im ersten Stock werden Räumlichkeiten für Zivil-Trauungen genutzt. Im Hof steht ein Ökonomiegebäude aus dem Jahre 1856 in der Bauform eines Gadens. Es wird heute als Chäslager bezeichnet und wird für Kulturveranstaltungen genutzt.